# White metal
White metal, christian metal of christelijke metal is de verzameling hardrock en heavy metalmuziek getypeerd door de christelijke thematiek en teksten, en niet zozeer door het geluid of de muzikale invloeden. De gemaakte muziek heeft soms tot doel het christelijke evangelie uit te dragen, en/of een positief alternatief te geven voor de vaak negatief en depressief beladen seculiere vormen van metal.
De eerste white metal-/rockbands ontstonden in de jaren 70. Pioniers uit die tijd zijn Petra, Jerusalem, Resurrection Band en Larry Norman.
Er zijn seculiere bands die zichzelf niet christelijk noemen, maar wel op een positieve manier over de christelijke God schrijven. Er zijn ook bands, zoals Virgin Black en Klank, die christelijke leden hebben maar die er de voorkeur aan geven om in algemene marktstroming mee te gaan. Andere opzienbarende bands die christelijke leden bevatten zijn Anthrax (Dan Spitz), Accept (Peter Baltes), Saliva (Josey Scott), Blind Guardian (Hansi Kursch), Helloween (Andi Deris en Michael Weikath), Iron Maiden (Nicko McBrain), Avian (Lance King), Shadow Gallery, Magnitude 9, Dream Theater, Savatage, All That Remains (Philip Labonte) Black Label Society (Zakk Wylde) , en Megadeth (Dave Mustaine en David Ellefson).
Ook komt het voor dat leden van seculiere bands een bekering tot het christendom doormaken en vervolgens een eigen weg gaan, al dan niet muzikaal. Een bekend voorbeeld is Brian Welch, de gitarist van Korn, die een solocarrière in white metal begon en de band enige tijd verlaten heeft. Later keerde hij weer terug bij Korn.

## Bands
Er zijn honderden christelijke hardrock-/metalbands. Bands die in de loop der tijd naam hebben gemaakt zijn: Petra, Stryper, Whitecross, dc Talk, Bloodgood, Bride, Extol, Holy soldier, Deliverance, Barren Cross, Rob rock, Galactic Cowboys, Believer, Seventh Angel, Tourniquet, Saviour Machine, Once dead, Paramaecium, Mortification, Lament, Zao, Seventh Day Slumber, Thousand Foot Krutch, Skillet, Anberlin, Superchick, Kutless, Philmont, Flyleaf, Fireflight, August Burns Red, As I Lay Dying, Underoath, The Devil Wears Prada, HB, Disciple, Mortification.
Andere white metalbands met een artikel op Wikipedia: 
- Antestor
- Blindside
- Crimson Moonlight
- Demon Hunter
- Flyleaf
- Norma Jean
- Pillar

## Legering
In overeenstemming met de Engelse wetgeving gebruikt men in meerdere landen de term "white metal" voor zilveren juweliersartikelen bestaande uit een legering met een lager zilvergehalte dan Sterling zilver ("925" of "eerste gehalte").